# Korrelhagel

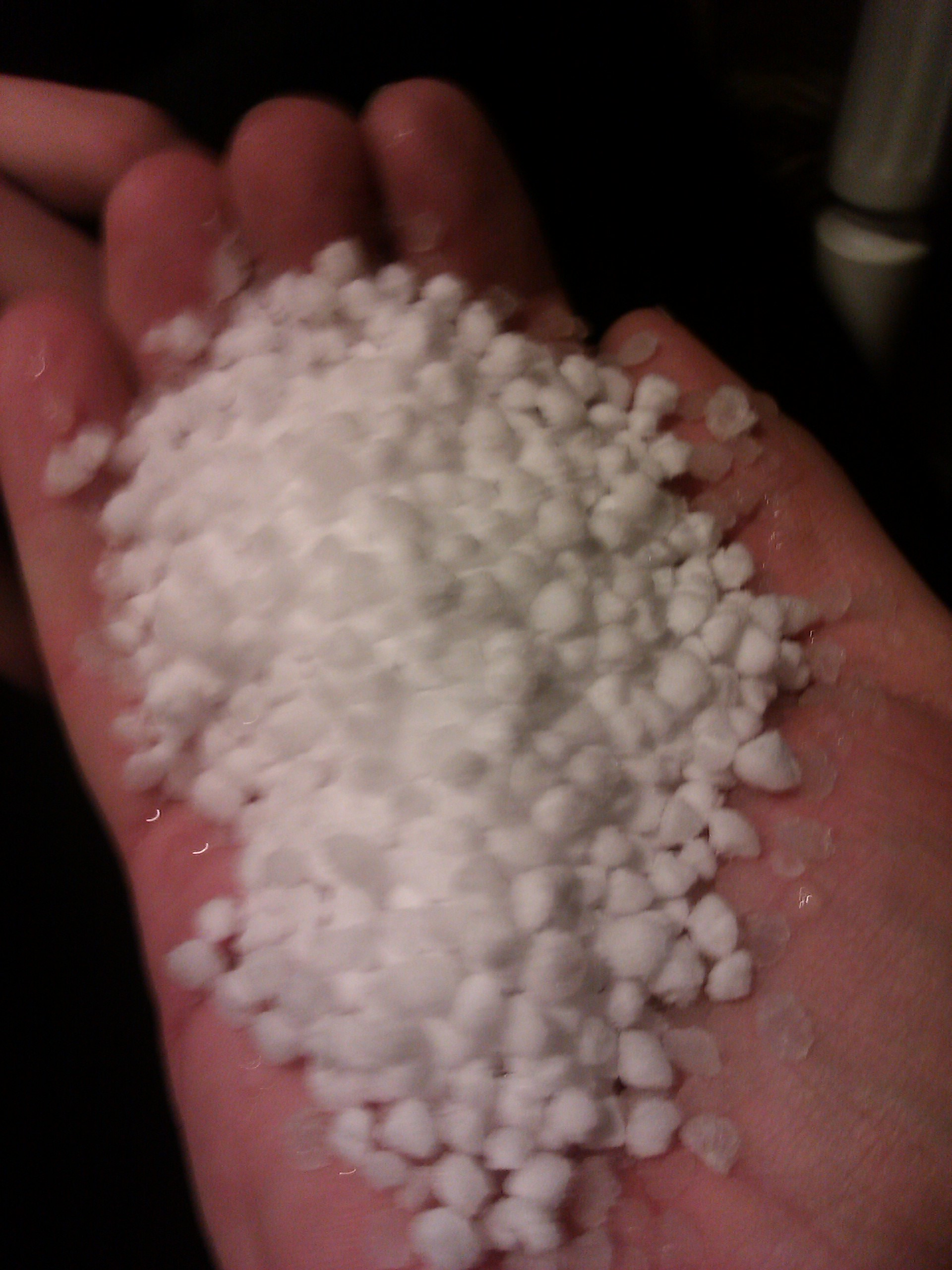
Een handvol korrelhagelkorrels

Korrelhagel (ook wel: graupel, zachte hagel of winterhagel) is een vorm van neerslag die ontstaat wanneer regendruppels zich vermengen met sneeuwvlokken en het geheel daarna wordt omhuld met een laagje ijs. Er ontstaan hierdoor bolvormige of kegelvormige korrels van 2 tot 5 mm in doorsnede. Hoewel de naam het doet vermoeden, is korrelhagel geen vorm van hagel. Een tussenvorm van sneeuw en korrelhagel is korrelsneeuw.
Korrelhagel komt voornamelijk voor in zware buien en bij een temperatuur rond het vriespunt. Korrelhagel is lastig samendrukbaar en springt na de val op, in tegenstelling tot korrelsneeuw.